# Прибалтийский пограничный округ
Краснознамённый Прибалтийский пограничный округ (сокращённо — КППО) — военно-административное оперативное объединение (пограничный округ) пограничных войск КГБ СССР
Данное объединение, осуществляло задачу по охране западной границы СССР на участке побережья Балтийского моря, а также сухопутного участка границы с Польшей в пределах прибалтийских республик и Калининградской области РСФСР.

## История формирования

### Предшественники формирования в Российской империи
5 августа 1827 года была создана Таможенная пограничная стража. В 1835 году она была переименована в Пограничную стражу.

Ко второй половине XIX века Российская империя в своей западной оконечности включала в свой состав Польшу, Украину, Бессарабию и бывшие прибалтийские княжества входившие в состав Виленской и Ковенской губернии.
Указом Александра III от 15 октября 1893 года на основе пограничной стражи департамента таможенных сборов Министерства финансов был сформирован Отдельный корпус пограничной стражи, который организационно упорядочил охрану границы. В составе корпуса были сформирован 2 округа в чьи задачи входила охрана западной границы Российской империи по побережью Балтийского моря.
Задачей данных округов являлась охрана побережья Балтийского моря и сухопутной границы с Восточной Пруссией.
С началом Первой мировой войны все пограничные бригады на западных рубежах были переподчинены Военному министерству, дополнительно развёрнуты к штатам военного времени и частично участвовали в боевых действиях.
С началом Гражданской войны, пограничные округа прекратили своё существование.

### Межвоенный период
По итогам Брестского мира, заключённого 3 марта 1918 года от Советской России были отторгнуты Польша (вместе с Западной Украиной и Западной Белоруссией) и губернии образованные на месте бывших прибалтийских княжеств.
Осенью 1939 года, по итогам подписания советско-германского договора, в Литву, Латвию и Эстонию были введены советские войска.
К середине лета 1940 года, формирования национальной пограничной стражи в данных государствах фактически самоликвидировались и 20 июля руководство НКВД СССР поставило вопрос о скорейшей организации охраны морского побережья Эстонии и Латвии. С 26 июля под охрану берётся также побережье Литвы. Также 26 июля, для общего командования войсками занятыми охраной новых участков границы, было сформировано Управление пограничных войск Прибалтийского пограничного округа, с дислокацией в Таллине. Приказ о формировании округа был отдан 21 июля.
К концу июля и началу августа 1940 года был окончательно завершён процесс присоединения Прибалтики к СССР.
В составе Прибалтийского пограничного округа было сформировано 4 береговых пограничных отрядов и 112 пограничных застав.
Побережье Литовской ССР и сухопутной границы между Литовской ССР и Восточной Пруссией входила в зону ответственности Белорусского пограничного округа.

### Великая Отечественная война

#### Начальный этап
Пограничные войска НКВД охранявшие западную границу СССР, 22 июня 1941 года первыми приняли на себя удар от вторжения сухопутных войск Вермахта. В основном это коснулось формирований Украинского, Белорусского и Прибалтийского пограничных округов.
22 июня в 5 часов 22 минуты распоряжением командующего войсками Прибалтийского пограничного округа И. К. Ракутина войска были приведены в полную боевую готовность, а 2-й Балтийский отряд пограничных судов и дивизион пограничных судов на полуострове Ханко переданы в оперативное подчинение Балтийского флота.
Преобладание противника в живой силе на разных участках наступления было в 6—20 раз, ручным пулемётам — 2—3 раза. На участках наступления, где противник применял бронетехнику, пограничные заставы были уничтожены в среднем за 1—2 часа. Большинство пограничных застав было уничтожено к середине дня 22 июня..
23 июня произошёл первый в истории Великой Отечественной войны прецедент, когда советским войскам удалось произвести успешную контратаку. Относительно малым силам пограничников (около 500 бойцов из 92-го Перемышльского пограничного отряда) удалось в контратаке отбить на сутки у наступавших немецких войск г. Перемышль. Данное событие, имевшее несомненную ценность для поднятия боевого духа в рядах РККА, было озвучено Совинформбюро 25 июня 1941 года.
К 28 июня остатки 105-го, 106-го и 107-го пограничных отрядов вместе с частями Красной армии отступили на территорию Латвийской ССР.
Особо следует отметить действия 99-го отдельного пограничного отряда на полуострове Ханко и сил военно-морской базы Ханко. Вместе с гарнизонами пограничных войск на островах Эзель и Даго, данное соединение перекрывало проход противнику в Финский залив на дальних подступах к Ленинграду. С началом боевых действий пограничный отряд был отдан в подчинение командованию 8-й отдельной стрелковой бригады. Личный состав отряда занялся обустройством оборонительных сооружений. 1 июля 1941 года войска Финляндии силой двух егерских батальонов произвели первую попытку овладеть полуостровом и потерпели сокрушительное поражение. Оборона Ханко продолжалась 164 дня и прекратилась в декабре 1941 года эвакуацией пограничников, пехотинцев и военных моряков морским путём в Ленинград.
В связи с тем что малочисленные подразделения пограничников практически полностью уничтожались в приграничных сражениях и физически невозможно было провести статистику потерь, среди безвозвратных потерь свыше 90 % составляют пропавшие без вести. На 1 апреля 1942 года в пограничных войсках числилось убитыми и умершими от ранений — 3684 человека, пропавшими без вести — 35298 человек, попавшими в плен — 136 человек, ранеными и обмороженными — 8240 человек, выбывшими по разным причинам — 956 человек. Самые большие потери были у пограничных частей Белорусского, Украинского и Прибалтийского пограничных округов.

#### Реформирование пограничных войск
С дальнейшим отступлением советских войск на восток, Белорусский, Украинский, Молдавский и Прибалтийский пограничные округа фактически прекратили своё существование. Требовалось принятие экстренных мер по реорганизации остатков пограничных войск НКВД на западном направлении, включая формирования Крымского округа, до зоны ответственности которого фронт ещё не приблизился.
Приказом заместителя народного комиссара внутренних дел СССР по пограничным и внутренним войскам генерал-лейтенанта И. И. Масленникова от 26 июня 1941 года остатки уцелевших подразделений пограничных отрядов, были выведены в тылы Красной армии и переформированы в пограничные полки НКВД с сохранением порядкового номера. Им была поставлена задача по охране тыла действующей армии, которую они выполняли совместно с внутренними войсками НКВД. Данным приказом остатки пограничных войск бывших пограничных округов на западном направлении, переходили в оперативное подчинение начальникам охраны тыла следующих фронтов:
- войска Молдавского округа — охрана тыла Южного фронта.
- войска Украинского округа — охрана тыла Юго-западного фронта
- войска Крымского округа — охрана тыла Отдельной Приморской армии Южного фронта.
- войска Белорусского округа — охрана тыла Западного фронта. Части пограничных войск Белорусского пограничного округа, дислоцированные на территории Литовской ССР, перешли в управление охраны тыла Северо-западного фронта.
- войска Прибалтийского округа — охрана тыла Северо-западного фронта и Северного фронта.

Так к примеру приказом по войскам НКВД Северо-Западного фронта № 1 от 28 июня 1941 года из остатков 105-го пограничного отряда был сформирован контрольно-заградительный отряд, задачей которому ставилось охрана тылов 10-го стрелкового корпуса 8-й Армии. Со сдачей противнику Риги и отходом на восток, контрольный отряд был переформирован в 1-й заградительный батальон. Из остатков 12-го пограничного отряда был сформирован 2-й заградительный батальон.
6-й Ракверский и 8-й Хаапсалуский пограничные отряды, отдельный пограничный отряд на Ханко вошли в состав войск охраны тыла созданного Северного фронта.
Окончательное решение о полном выводе всех формирований пограничной и конвойной службы НКВД из состава действующей армии произошло по решению Ставки Верховного Главнокомандования 15 декабря 1941 года. Также из пограничников выведенных в тыл, были сформированы истребительные батальоны по борьбе с диверсантами. Задачи по охране тыла действующей армии и по борьбе с диверсантами пограничные формирования выполняли вплоть до завершения боевых действий.

#### Выход на границу
В период с 3 по 11 апреля 1944 года 24-й, 123-й, 124-й и 128-й пограничные полки НКВД, следовавшие в арьергарде 2-го Украинского фронта достигли государственной границы СССР на реке Прут. Решением командования от каждого полка было оставлено по одному батальону для охраны границы, а сами полки продолжили продвижение следом за наступающими на запад войсками 2-го Украинского фронта.
Постановлением ГКО № 5584сс от 8 апреля 1944 года войскам НКВД было предписано восстановить охрану западной границы. Для этой цели пограничные полки НКВД выполнявшие задачи по охране тыла действующей Красной Армии, были направлены на формирование управлений пограничных войск округов.
В пограничные войска было передано 40 % рядового и начальствующего состава войск НКВД по охране тыла, что позволило сформировать 11 Управлений пограничных войск (УПВ) НКВД округов в составе 34 пограничных отрядов.
20 июля 1944 года войска 2-го Прибалтийского фронта вошли на территорию Латвийской ССР. До 20 октября практически вся территория Латвии была освобождена.
27 июля 1944 года были созданы УПВ НКВД Эстонского, Латвийского и Литовского округов. 22 ноября 1944 года на основе Латвийского и Эстонского округов был создан Прибалтийский пограничный округ.
К ноябрю 1944 года в состав 12 управлений войск НКВД охраны тыла фронтов находилось 46 пограничных полков. Общая численность этих войск составляла 77112 человек.

#### Борьба с националистами
С освобождением Прибалтики, в тылу Красной Армии активизировались различные националистические группировки занимавшиеся бандитизмом, нападением на советских военнослужащих, милиционеров и представителей власти.
На территории Литвы таковыми являлись вооружённые банды состоявшие из поляков (в советских военных документах применялся термин «белополяки») и остатков немецких войск, а также членов литовского национального фронта. В нейтрализации данных группировок приняли активное участие Управление пограничных войск Литовского округа и войска охрана тыла 33-й Армии.
В Латвии таковой являлась подпольная организация «Айзсарги». Руководитель организации генерал Курелис поставил задачу подчинённым по ведению подрывных действий в тылу Красной армии. Подготовка 800 бойцов прошла в начале августа 1944 года в окрестностях города Скривери. Противодействие подрывной деятельности «Айзсарги» велось управлением охраны тыла 2-го Прибалтийского фронта и Управлением пограничных войск Латвийского округа. После отступления немецких войск на территории Латвии осталось более 100 складов с оружием и взрывчаткой. К 1945 году в латышских подпольных формированиях насчитывалось около 11 000 бойцов, которые вели вооружённую борьбу с советской властью.
Процесс борьбы с литовскими и латышскими националистами, в котором активное участие принимали пограничные войска, затянется более чем на десятилетие до 1957 года.

### Послевоенный период
С окончанием войны к СССР отошла частично территория Восточной Пруссии, которая стала Калининградской областью РСФСР. Её граница с Польшей вошла в зону ответственности Белорусского пограничного округа.
17 октября 1949 года пограничные войска были переподчинены от МВД СССР в состав МГБ СССР.
5 марта 1953 года МГБ был упразднён и пограничные войска снова оказались в составе МВД.
В 1953 году по приказом МВД СССР № 00320 Управление пограничных войск МВД Литовского округа было преобразовано в УПВ МВД Прибалтийского пограничного округа. Данным приказом управление пограничных войск по всем прибалтийским республикам стало единым.
19 февраля 1954 Прибалтийский пограничный округ был расформирован. Его войска и зона ответственности отошли Ленинградскому пограничному округу.
В июне 1955 года Прибалтийский округ был заново сформирован выделением из состава Ленинградского округа.
10 марта 1956 года Прибалтийский округ был переименован в Западный округ с управлением в Риге.
2 апреля 1957 года пограничные войска переданы в подчинение КГБ СССР.
28 июня 1957 года Западный округ был обратно переименован в Прибалтийский округ. Также в зону ответственности Прибалтийского военного округа была включена граница Калининградской области и граница Литовской ССР с Польшей, которая в довоенное время входила в зону ответственности Белорусского пограничного округа.
22 января 1960 года Прибалтийский округ был расформирован с передачей войск и зоны ответственности в состав Ленинградского округа.
13 сентября 1963 года слиянием Ленинградского и Северного пограничных округов был создан Северо-Западный пограничный округ чья зона ответственности включала сухопутную и морскую границу СССР от Калининградской области до Архангельской области.
23 октября 1975 года из состава Северо-Западного пограничного округа был выделен Прибалтийский пограничный округ, в чью зону ответственности вошли Латвийская ССР, Эстонская ССР, Литовская ССР и Калининградская область. В таком виде пограничный округ просуществовал до распада СССР.
Указом Президиума Верховного Совета СССР от 19 декабря 1980 года Прибалтийский пограничный округ награждён орденом Красного Знамени.

### Период распада СССР
С объявлением независимости в Латвии, Литвы и Эстонии и последовавшим распадом СССР в указанных государствах была начата широкая политическая кампания по скорейшему выводу войск Прибалтийского пограничного округа и Прибалтийского военного округа.
Указом Президента Российской Федерации № 256 от 18 марта 1992 года войска Прибалтийского пограничного округа перешли под российскую юрисдикцию. По подписанным протоколам России с Эстонией, Латвией и Литвой, определялось разграничение полномочий российских пограничников и сроки вывода пограничных войск.
2 сентября 1992 года вышел указ Президента Российской Федерации «Об организации в составе Пограничных войск Российской Федерации Краснознамённой Калининградской группы и упразднении Краснознамённого Прибалтийского пограничного округа». С этой даты существование прежней зоны ответственности Прибалтийского пограничного округа, как и существование самого округа прекращалось.
4 ноября 1992 года было принято постановление Верховного Совета Российской Федерации по которому граница России с Латвией, Литвой и Эстонией получила статус государственной. Этому предшествовал начатый в июле 1992 года вывод частей и соединений Прибалтийского пограничного округа на государственную границу Российской Федерации с Эстонской Республикой, Латвийской Республикой, и Литовской Республикой.

## Состав округа
Состав Прибалтийского пограничного округа перед распадом СССР.

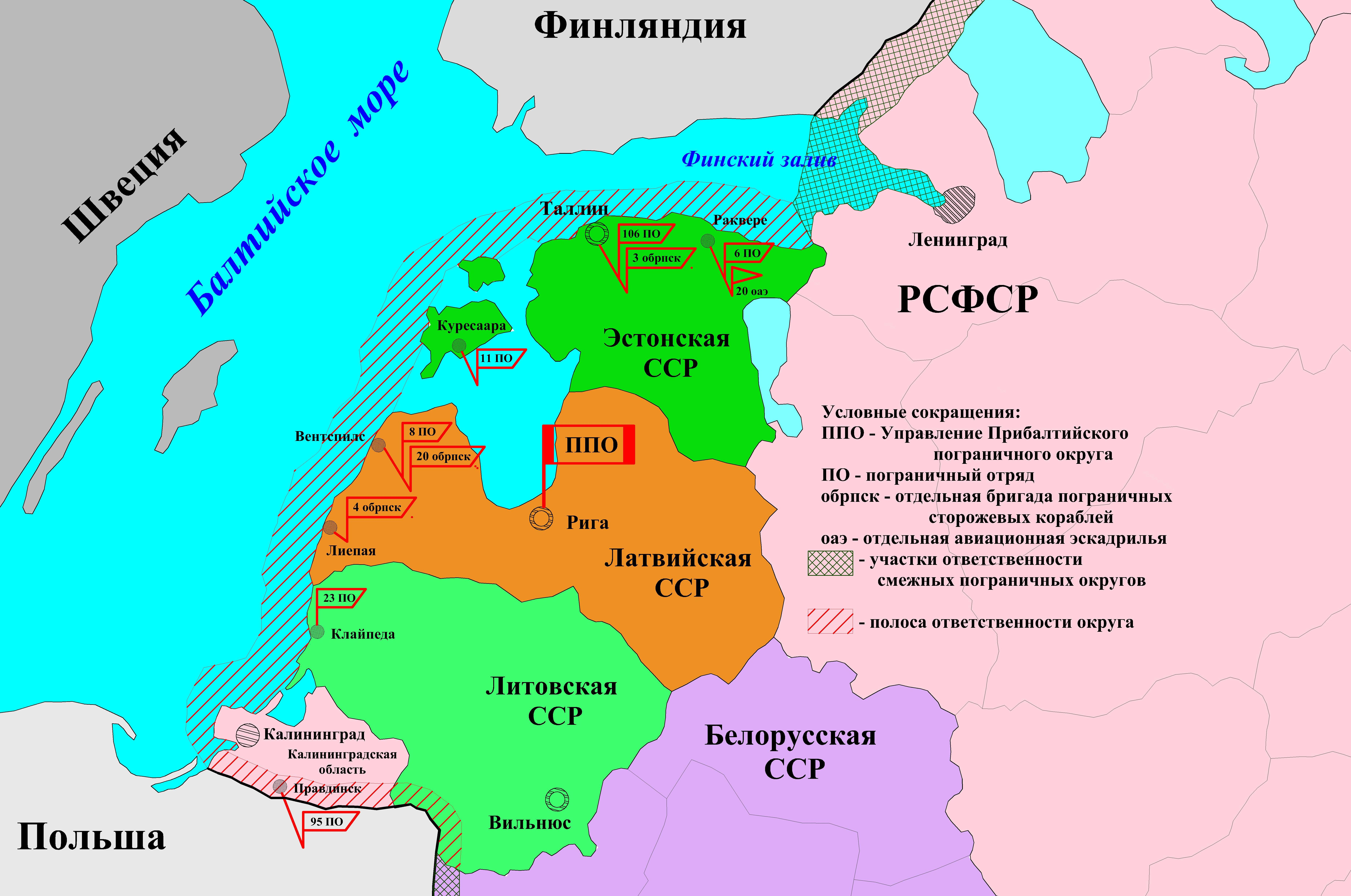
Прибалтийский пограничный округ на 1991 год.
Расположение отрядов

Отряды указаны по расположению с востока на запад, выделены почётные названия отрядов:
- Управление округа — Рига, Латвийская ССР
  - Комендатура управления округа (в/ч 9826) — Рига
- 6-й Гдыньский Ордена Красной Звезды пограничный отряд (в/ч 2294) — г. Раквере, Эстонская ССР[15]
- 106-й Таллинский пограничный отряд в/ч 2198 — Эстонская ССР
- 11-й Куресаарский пограничный отряд (в/ч 2133) — Эстонская ССР. До 1988 года носил название Кингисеппский
- 8-й Вентспилсский пограничный отряд (в/ч 2335) — Латвийская ССР
- 23-й Клайпедский пограничный отряд (в/ч 2114) — Литовская ССР. В июне 1992 года выведен в Черняховск, Калининградская область.
- 95-й Кенигсбергский орденов Ленина и Красной Звезды пограничный отряд (в/ч 2297) — г. Правдинск, Калининградская область, РСФСР[16]
- Отдельный контрольно-пропускной пункт «Калининград»
- Отдельный контрольно-пропускной пункт «Таллин»
- Отдельный контрольно-пропускной пункт «Рига»
- Отдельный контрольно-пропускной пункт «Вильнюс»
- Отдельный контрольно-пропускной пункт «Клайпеда»
- 3-я отдельная ордена Красной звезды бригада пограничных сторожевых кораблей (в/ч 2243) — г. Таллин
- 4-я отдельная бригада пограничных сторожевых кораблей (в/ч 2395) — г. Лиепая, Латвийская ССР
- 20-я отдельная бригада пограничных сторожевых кораблей (в/ч 9864) — г. Вентспилс, Латвийская ССР
- 20-я отдельная авиационная эскадрилья (в/ч 9788) — г. Раквере, Эстонская ССР
- 126-й отдельный ордена Красной Звезды батальон связи (в/ч 9831) — г. Рига
- Окружной военный госпиталь (в/ч 2515) — г. Каунас, Литовская ССР
- Военный склад (в/ч 2442) — г. Рига и г. Таллин

## Начальники войск пограничного округа
В данном неполном списке приведены начальники войск Прибалтийского пограничного округа, в периоды когда формирование являлось как непосредственно самим пограничным округом, так и управлением охраны тыла Северо-Западного фронта, действующей Красной армии в годы Великой Отечественной войны.
Список начальников войск:
- Ракутин, Константин Иванович — 1940 — июнь 1941
- Горбатюк, Иван Маркович — июль 1941
- Головко, Андрей Сидорович — с июля 1941 по ноябрь 1942
- Горбатюк Иван Маркович — с 18 мая 1943 по 13 сентября 1943
- Рогатин Владимир Тарасович — с 14 сентября 1943 по 1945
- Лукьянов Виктор Владимирович — март — апрель 1953
- Мироненко, Петр Никифорович — апрель 1953 — март 1954
- Никифоров, Анатолий Александрович — сентябрь 1955 — апрель 1957
- Секретарёв Константин Федорович — октябрь 1975 — август 1976
- Калиниченко Илья Яковлевич — август 1976 — декабрь 1980
- Моисеенко Григорий Федорович — декабрь 1980 — июнь 1986
- Гапоненко Валентин Константинович — июнь 1986—1991

## Герои Советского Союза
Военнослужащие служившие в Прибалтийском пограничном округе, впоследствии удостоенные звания Герой Советского Союза:
- Ракутин, Константин Иванович — командующий Прибалтийским пограничным округом в 1940-41 гг. Звание присвоено 5 мая 1990 года.